# HD 155375
HD 155375，又名BD+12 3161，SAO 102632、HR 6385，是一颗恒星，视星等为6.57，位于銀經33.11，銀緯27.91，其B1900.0坐标为赤經17h 6m 7.1s，赤緯+12° 27.91′ 30″。